# Melinda Clarke
Melinda Patrice Clarke (Dana Point, 24 aprile 1969) è un'attrice statunitense.
Attrice principalmente televisiva, deve la sua celebrità all'interpretazione di Julie Cooper nella serie televisiva The O.C. (2003-2007).

## Biografia
Figlia dell'attore John Clarke e della ballerina Patricia Lewis, ha un fratello, Joshua, ed una sorella, Heidi, morta nel 1995 per un tumore maligno al cuore. Melinda ha una figlia, Kathryn Grace, nata nel 2000 dal marito Ernie Mirich, sposato nel 1997 e da cui ha divorziato nel 2005. 
Tra il 1989 e il 1990 è apparsa in diciotto episodi della soap Il tempo della nostra vita, dove suo padre John era un membro regolare del cast. Nel 1997 ha ottenuta il ruolo della sadica assassina Jessica Priest nel film Spawn (diretto da Mark A.Z. Dippé). In seguito è apparsa in diversi serie televisive come Xena - Principessa guerriera, Star Trek: Enterprise, CSI - Scena del crimine, Streghe, Entourage, Chuck e Gotham. Ha raggiunto la fama con il ruolo di Julie Cooper nella serie televisiva The O.C., che ha interpretato per quattro stagioni dal 2003 al 2007. Nel 2010 ottiene il ruolo di Helen "Amanda" Collins nella serie televisiva Nikita.

## Filmografia

### Cinema
- Hot Under the Collar, regia di Richard Gabai (1992)
- Professione: avvocato. Missione: giustiziere (Out for Blood), regia di Richard W. Munchkin (1992)
- Il ritorno dei morti viventi 3 (Return of the Living Dead III), regia di Brian Yuzna (1993)
- Il giovane Goodman Brown (Young Goodman Brown), regia di Peter George (1993)
- Congiunzione di due lune 2 (Return to Two Moon Junction), regia di Farhad Mann (1995)
- Scomodi omicidi (Mulholland Falls), regia di Lee Tamahori (1996)
- The Killer Tongue, regia di Alberto Sciamma (1996)
- Spawn, regia di Mark A.Z. Dippé (1997)
- Critics and Other Freaks, regia di Ernie Mirich (1997)
- Cold Sweat, regia di Ernie Mirich (2002)
- Serialkiller.com (.com for Murder), regia di Nico Mastorakis (2002)
- Una famiglia in ostaggio (Dynamite), regia di Walter Baltzer (2004)

### Televisione
- Il tempo della nostra vita (Days of Our Lives) - soap opera, 17 episodi (1989-1990)
- Due come noi (Jake and the Fatman) - serie TV, episodio 5x07 (1991)
- The George Carlin Show - serie TV, episodio 1x05 (1994)
- Heaven Help Us - serie TV, 13 episodi (1994)
- Maledetta fortuna (Strange Luck) - serie TV, episodio 1x17 (1996)
- Soldier of Fortune, regia di Peter Bloomfield (1997) - film TV
- Xena - Principessa guerriera (Xena: Warrior Princess) - serie TV, episodi 2x13-2x14 (1997)
- Seinfeld - serie TV, episodio 8x21 (1997)
- I viaggiatori (Sliders) - serie TV, episodio 3x25 (1997)
- Nash Bridges - serie TV, episodi 2x20-6x07 (1997-2000)
- Gli specialisti (Soldier of Fortune, Inc.) - serie TV, 11 episodi (1997-1999)
- Jarod il camaleonte (The Pretender) - serie TV, episodio 4x17 (2000)
- Star Trek: Enterprise (Enterprise) - episodio 1x02 (2001)
- CSI: Scena del crimine (CSI: Crime Scene Investigation) - serie TV, 6 episodi (2001-2011)
- First Monday - episodio pilota scartato (2002)
- Streghe (Charmed) - serie TV, episodio 5x04 (2002)
- Everwood - serie TV, episodio 1x08 (2002)
- The District - serie TV, 5 episodi (2002-2003)
- Tremors - serie TV, episodio 1x03 (2003)
- Firefly - serie TV, episodio 1x13 (2003)
- The O.C. - serie TV, 83 episodi (2003-2007)
- Entourage - serie TV, 6 episodi (2005-2011)
- She Drives Me Crazy, regia di Eleanor Lindo (2007) - film TV
- Reaper - In missione per il Diavolo (Reaper) - serie TV, episodio 1x09 (2007)
- The Man - episodio pilota scartato (2007)
- Chuck - serie TV, episodio 2x02 (2008)
- Eli Stone - serie TV, episodi 2x08-2x09-2x10 (2008-2009)
- Ghost Whisperer - serie TV, episodio 5x16 (2010)
- The Vampire Diaries - serie TV, 5 episodi (2010-2017)
- Nikita - serie TV, 55 episodi (2010-2013)
- Vegas – serie TV, 5 episodi (2013-2017)
- How Divine!, regia di Charles Shyer (2014) - film TV
- Dallas - serie TV, episodi 3x12-3x15 (2014)
- Immortality (CSI: Immortality), regia di Louis Milito - film TV (2015)
- Gotham - serie TV, episodi 2x15-2x16-2x17 (2016)

### Doppiatrice
- Animatrix (2003) - voce di Alexa
- King of the Hill - 1 episodio (2008) - voce di Charlene

## Doppiatrici italiane
Nelle versioni in italiano delle opere in cui ha recitato, Melinda Clarke è stata doppiata da: 
- Cristina Boraschi in Gli specialisti, CSI - Scena del crimine, Reaper - In missione per il Diavolo, CSI: Immortality
- Giò Giò Rapattoni in Star Trek - Enterprise, The Vampire Diaries
- Roberta Greganti in Everwood, Dallas
- Anna Cesareni in The O.C., Nikita
- Claudia Catani in Firefly, Gotham
- Stella Musy in Il ritorno dei morti viventi 3
- Chiara Salerno in Spawn
- Laura Boccanera in Xena - Principessa guerriera
- Cinzia Villari in The District
- Serena Verdirosi in CSI - Scena del crimine (ep. 6x15)
- Emanuela Rossi in Ghost Whisperer - Presenze
- Roberta Pellini in Jarod il camaleonte
- Rachele Paolelli in Entourage (st. 2-3)
- Laura Lenghi in Entourage (st. 8)
- Antonella Rinaldi in Chuck
- Claudia Razzi in Eli Stone
- Beatrice Margiotti in Streghe
- Alessandra Korompay in Vegas
- Perla Liberatori in Il ritorno dei morti viventi 3 (ridoppiaggio)